# Dagen D (militärterm)
Dagen D eller D-dagen är en militär term som anger den dag ett slag eller en operation skall utföras. Den i särklass mest kända dagen D är den 6 juni 1944 då de allierade landsteg i Normandie.
Begreppet används även civilt i överförd betydelse om viktiga dagar med mera. Detta refereras exempelvis i Markoolios låt Åka pendeltåg.